# Galeon
Galeon és un navegador web actualment discontinuat des del 2008 dissenyat per l'escriptori Gnome de les distribucions Linux sota llicència GPL. Utilitza el motor Gecko de Mozilla i està escrit en C. Va ser creat per Marco Pesenti Gritti amb l'objectiu d'oferir una experiència de navegació ràpida i flexible en quant a configuració i característiques.
El desacord sobre el futur de Galeon va dividir l'equip de desenvolupament el 2002, que va provocar la sortida de l'autor principal del projecte i varis dels seus desenvolupadors. Aquest esdeveniment va marcar l'inici del declivi de la popularitat del navegador i que va provocar la interrupció del seu desenvolupament el setembre de 2008. Algunes de les característiques de Galeon van ser adaptades posteriorment per Epiphany, el seu successor.

## Història
El projecte iniciat per Marco Pesenti Gritti, va començar publicant la versió 0.4 de Galeon el juny de l'any 2000.
Galeon era un projecte molt popular, amb un gran desenvolupament. S'hi van afegir moltes característiques que el van convertir en un navegador potent i versàtil, utilitzat per tècnics i no tècnics per igual. Les versions s'actualitzaven tan sovint com les de Mozilla, ja que la API normalment canviava amb cada versió de Mozilla. Amb cada llançament venien noves característiques, i amb cada característica un diàleg de preferència per aquella característica.
El novembre de 2001, es va publicar la versió 1.0 de Galeon abans que Mozilla publiques la seva versió 1.0. Després de varies versions 1.1.x, la versió 1.2, que va ser publicada el 12 de març de 2002, disposava d'una gran quantitat de noves funcions, cosa que va complaure al públic general.
El març de 2002, GTK 2.0 va ser publicat, i molts dels programes van començar a portar-lo. Els desenvolupadors de Galeon van analitzar el projecte i van decidir que, per varies raons, era necessària una re-escriptura completa. Hi va acord quasi universal sobre aquesta decisió, i el 26 d'octubre de 2002, Galeon 1.3 va ser publicat (sovint anomenat Galeon 2). Aquesta és una de les raons per les quals es considera que la versió 1.3 és una versió 1.2 "lleugera", ja que no disposa de la majoria de característiques que disposava la versió 1.2.
Marco va sentir que era un bon moment per intentar tornar a fer el navegador més simple que havia volgut des de l'inici. En lloc de portar cada característica i preferència de les primeres versions de Galeon, es van anar planificant i afegint característiques, sospesant el valor de cada una d'elles. Es van afegir moltes de les característiques de les que es poden veure a simple vista, degut a la complicació de treballar amb GTK 2.0.
Les decisions de Marco respecte a la interfície de Galeon no van agradar a tothom. Alguns desenvolupadors van pensar que era millor crear un navegadors per usuaris avançats, mentre que Marco creia que s'havia de tornar a crear un navegador més simple reduint el nombre d'ajustaments i canviant la interfície. El novembre de 2002, després de moltes discussions, Marco va decidir abandonar el projecte i crear Epiphany.
Com que Marco ja no controlava el projecte, les funcionalitats anteriors van ser restaurades i se'n hi van afegir de noves, tot i que de manera més lenta després de la marxa de Marco. Al mateix temps, la creixent popularitat de Firefox, el seu estatus de navegador per defecte en les distribucions principals i la gran quantitat d'extensions, van portar a una disminució de la base d'usuaris de Galeon.
El desenvolupadors de Galeon van decidir al final, abandonar el projecte, atès que "l'enfocament actual es insostenible" en quant a recursos necessaris. En lloc de seguir amb el projecte, l'equip es va dedicar a desenvolupar extensions per a Epiphany per proporcionar-li les mateixes funcionalitats.
Després de la finalització del projecte, el setembre de 2008, el navegador encara segueix apareixent en alguns repositoris de distribucions Linux com Debian 6 Squeeze.

## Característiques
Galeon feia ús de les principals característiques del motor Gecko de Mozilla incloent opcions de configuració i el suport dels estàndards. A part d'això, Galeon tenia una sèrie de característiques pròpies no comuns a altres navegadors en aquells moments:
- Gestos de ratolí.
- Barra d'eines personalitzable.
- Zoom de pàgina.
- Capacitat d'especificar fonts i colors propis per al contingut web.
- Marcadors intel·ligents amb historial de cerca.
- Posició configurable de la barra de pestanyes.
- Venciment de l'historia configurable.
- Capacitat per configurar el tipus de fitxer MIME.
- Visualització configurable de marcadors.